# 로베르트 코제니오프스키
로베르트 마레크 코제니오프스키(폴란드어: Robert Marek Korzeniowski, 1968년 7월 30일~)는 폴란드의 전직 육상 선수로 주 종목은 경보이다. 올림픽에서 금메달 3개를 포함하여 4개의 금메달을 획득했으며, 1996년부터 2004년까지 50km 경보 부문 3연패를 달성했다. 또한 세계 선수권 대회에서 금메달 3개를 획득했다.

## 경력
루바추프에서 태어났으며 여동생인 실비아도 경보 선수이다. 1987년에 폴란드 주니어 국가대표 선수, 1989년에 폴란드 국가대표 선수로 발탁되었다.
1996년 미국 애틀랜타에서 열린 자신의 두 번째 올림픽인 1996년 하계 올림픽 50km 경보에서 3시간 43분 30초의 기록으로 금메달을 획득하면서 생애 첫 올림픽 금메달을 획득했다.
1997년 그리스 아테네에서 열린 1997년 세계 선수권 대회 50km 경보에서 3시간 44분 46초의 기록으로 첫 세계 육상 선수권 대회  금메달을 획득했다. 이듬해인 1998년에는 부다페스트에서 열린 1998년 유럽 선수권 대회에서 3시간 43분 51초의 기록으로 금메달을 획득했다.
2000년 오스트레일리아 시드니에서 열린 2000년 하계 올림픽에서 20km와 50km 경보 모두 우승하면서 대회 2관왕에 올랐으며, 이듬해인 2001년에는 에드먼턴에서 열린 2001년 세계 선수권 대회 50km 경보에서 3시간 42분 08초의 기록으로 다시 금메달을 획득했으며, 2002년에 뮌헨에서 열린 2002년 유럽 선수권 대회에서 3시간 36:39초의 세계 신기록을 세우면서 금메달을 획득했다. 이듬해인 2003년에는 파리에서 열린 2003년 세계 선수권 대회 50km 경보에서 3시간 36분 03초의 기록으로 다시 세계 기록을 세우면서 우승을 차지했다.
2004년 아테네에서 열린 2004년 하계 올림픽 50km 경보에서 3시간 38분 46초의 기록으로 금메달을 획득하여 50km 경보 올림픽 3연패를 달성했다. 이후 현역에서 은퇴했다.
현역 은퇴 후에는 스페인의 경보 선수인 파키요 페르난데스의 코치를 맡았으며 국제 올림픽 위원회의 초청으로 스포츠 홍보 활동가로 활동했다. 2005년부터 폴란드 텔레비전에서 스포츠부 책임자로 근무했고 2007년에 폴란드 텔레비전이 신규 편성한 스포츠 전문 채널 TVP 스포츠의 국장으로 2009년 11월 6일까지 재임했다.
2014년 국제 육상 경기 연맹 명예의 전당에 헌액되었다.

## 수상

### 수훈
- 사령관십자 폴란드 재건국 훈장(2004년)
- 장교십자 폴란드 재건국 훈장(2000년)
- 기사십자 폴란드 재건국 훈장(1996년)